# Angluzelles-et-Courcelles
 Angluzelles-et-Courcelles  es una población y comuna francesa, en la región de Champaña-Ardenas, departamento de Marne, en el distrito de Épernay y cantón de Fère-Champenoise.

## Demografía
| 180 | 152 | 137 | 137 | 140 | 143 |
| Para los censos de 1962 a 1999 la población legal corresponde a la población sin duplicidades (Fuente: INSEE [Consultar]) |     |     |     |     |     |